# Fire It Up
Fire It Up – dwudziesty drugi album muzyczny Joe Cockera, wydany w roku 2012.

## Lista utworów
1. "Fire It Up" (Alan Frew, Johnny Reid, Marty Dodson)
2. "I'll Be Your Doctor" (Jeff Trott, Victoria Horn, Steve McMorran)
3. "You Love Me Back" (Steve Diamond, Stephanie Bentley, Dennis Matkosky)
4. "I Come in Peace" (Rick Brewster, Ross Wilson
5. "You Don't Need a Million Dollars" (Rob Giles)
6. "Eye on the Prize" (Marc Broussard, Courtlan Clement, Chad Gilmore, De Marco Johnson, Jamie Kenney, Calvin Turner)
7. "Younger" (Gary Burr)
8. "You Don't Know What You're Doing to Me" (Tyler Hilton, Wayne Kirkpatrick)
9. "The Letting Go" (Charlie Evans, Joss Stone, Graham Lyle)
10. "I'll Walk in the Sunshine Again" (Keith Urban)
11. "Weight of the World" (Kevin Bowe, Joe Stark)
12. "The Last Road" (Matt Serletic, Aimée Proal, Dave Katz, Sam Hollander) - Bonusowy utwór edycji premium
13. "Walk Through the World with Me" (Marc Cohn, John Leventhal) - Bonusowy utwór edycji premium
14. "Let Love Decide" (bonus track) - Bonusowy utwór iTunes

Edycja premium DVD (W reżyserii Cole Wallisera i sfilmowana w Los Angeles, wrzesień 2012)
1. "Fire It Up" (Alan Frew/Johnny Reid/Marty Dodson)
2. "I'll Be Your Doctor" (Jeff Trott/Victoria Horn/SteveMcMorran)
3. "You Love Me Back" (Steve Diamond/Stephanie Bentley/Dennis Matkosky)
4. "Eye on the Prize" (Marc Broussard/Courtlan Clement/Chad Gilmore/De Marco Johnson/Jamie Kenney/Calvin Turner)
5. "I Come in Peace" (Rick Brewster/Ross Wilson)
6. "You Don't Need a Million Dollars" (Rob Giles)

## Skład
- Joe Cocker - wokal
- Ray Parker, Jr., Joel Shearer, Tim Pierce, Tom Bukovac - gitara
- Chris Chaney - gitara basowa
- Dorian Crozier - instrumenty perkusyjne
- Jamie Muhoberac, Matt Serletic, Michael Finnigan - keyboard
- George Shelby, Cleto Escobedo III - saksofon
- Jeff Babko - puzon
- Jamie Hovorka, John Daversa - trąbka
- Sherree Brown, Mabvuto Carpenter, Ayana Williams, Kara Britz, Michael Finnigan, Maxine Waters, Julia Waters, Anh Nguyen, Melinda Porto, Nicholas Tubbs, Melanie Fernandez, Richie Ferris, Jeremy Hitch - wokal wspierajacy
- Julie Gigante, Roger Wilkie - skrzypce
- Brian Dembow - altówka
- Steve Erdody - wiolonczela